# Robustagramma incurvum
Robustagramma incurvum är en tvåvingeart som beskrevs av Marshall och Xiaolong Cui 2005. Robustagramma incurvum ingår i släktet Robustagramma och familjen hoppflugor. Inga underarter finns listade i Catalogue of Life.